# Gladstone (Queensland)
Gladstone er en by i Queensland i Australien. Byen blev grundlagt i 1847 og havde i 2006 en befolkning på 28.808.